# Vorwärts-Stadion
Het Vorwärts-Stadion is een multifunctioneel stadion in Steyr, een stad in Oostenrijk. Het stadion wordt ook EK Kammerhofer Arena genoemd. Tussen 2017 en 2018 werd het stadion ook Life Radio Arena Steyr genoemd en tussen 2018 en 2019 heette het stadion S.I.S. Arena.
Het stadion wordt vooral gebruikt voor voetbalwedstrijden, de voetbalclub SK Vorwärts Steyr maakt gebruik van dit stadion. In het stadion is plaats voor 8.600 toeschouwers. Het stadion werd geopend op 20 september 1986.
Het stadion werd gebruikt op het Europees kampioenschap voetbal mannen onder 19 van 2007. Er werden 3 groepswedstrijden en de halve finale tussen Duitsland en Griekenland (2–3) gespeeld.
Allianz Stadion (Rapid Wien) ·
CASHPOINT Arena (SCR Altach) ·
Generali Arena (Austria Wien) · 
Hofmann Personal Stadion (Blau-Weiß Linz) ·
Lavanttal-Arena (Wolfsberger AC) ·
Merkur Arena (Sturm Graz) ·
Profertil Arena (TSV Hartberg) · 
Raiffeisen Arena (LASK) ·
Reichshofstadion (Austria Lustenau) ·
Red Bull Arena (Red Bull Salzburg) ·
Tivoli Stadion Tirol (WSG Tirol) ·
Wörtherseestadion (Austria Klagenfurt)
Ernst Happelstadion (Oostenrijks nationaal team) ·
Stadion Donawitz (DSV Leoben) ·  
Franz Feketestadion (Kapfenberger SV) ·
Josko Arena (SV Ried) ·
ImmoAgenturstadion (Schwarz-Weiß Bregenz) ·
Merkur Arena (Grazer AK) ·
Motion invest Arena (Admira Wacker) ·
NV Arena (SKN Sankt Pölten) ·
Raiffeisen Arena (FC Juniors OÖ) ·
Vorwärts-Stadion (Vorwärts Steyr) · 
Gerhard Hanappistadion (Rapid Wien) ·
Lehenstadion (Austria Salzburg)